# École des Chartes
L'École nationale des chartes és un establiment d'ensenyament superior francès enquadrat dins la categoria de les grandes écoles.
Fundada en 1821 per tal de formar els arxivers i bibliotecaris,	l'Escola impartia els ensenyaments superiors de biblioteconomia, arxivística i ciències auxiliars de la història i lliura el diploma d'arxiver-paleògraf.

## Història de l'escola
Després de diversos intents de creació sota Napoleó I, el 22 de febrer de 1821, arran d'una ordenança del rei francès Lluís XVIII, es va crear l'École royale des chartes. Anteriorment, les confiscacions que es produïren durant l'època revolucionària havien dut als dipòsits literaris, i després a les biblioteques, una massa considerable de llibres que s'havia de tractar, catalogar i preparar per a ser consultats. Alhora, la dèria romanticista per l'edat mitjana va incitar a formar uns especialistes que fossin capaços de renovar la historiografia francesa, recolzant-se sobre els arxius que s'havien confiscat sota la Revolució, ja que la concepció de la història havia canviat i que els erudits religiosos (sobretot els benedictins) ja no podien continuar estudiant la història de l'estat francès. Aquesta ordenança preveia que el ministeri de l'Interior nomenaria dotze alumnes, que proposava l'Acadèmia de les inscripcions i belles lletres, i que els havia de remunerar durant els dos anys d'estudi, que tractaven sobretot de paleografia i de filologia amb una perspectiva purament utilitària, ja que els alumnes havien de saber llegir i comprendre els documents que els pertocava conservar. Els professors i els alumnes de l'escola romanien sota l'autoritat del conservador de manuscrits de la Biblioteca reial, situada al carrer de Richelieu, a París, i també sota la del guarda general dels Arxius del Regne de França.

## Alumnes famosos
- Henry d'Arbois de Jubainville
- Marcel Aubert
- Georges Bataille
- Bernard Barbiche
- Jean-François Bergier[1]
- Yves Bottineau[2]
- Anne Brenon
- Clovis Brunel
- Jean-Auguste Brutails
- Josep Calmette
- Augustin Cochin[3]
- Dominique de Courcelles
- Michel Duchein[4]
- Jean Favier
- Emile Gabory
- René Girard
- François Guessard
- José María de Heredia
- Léon-Honoré Labande
- Ernest Langlois
- Artur Lemoyne de La Borderie
- François Lesure
- Roger Martin du Gard
- Paul Meyer
- Christine Nougaret
- Jules Quicherat
- Jean Rychner
- Charles Samaran
- Antoine Thomas
- Jean Vezin

(Vegeu també la categoria: Alumnes de l'École des Chartes).